# ガチョウのロースト

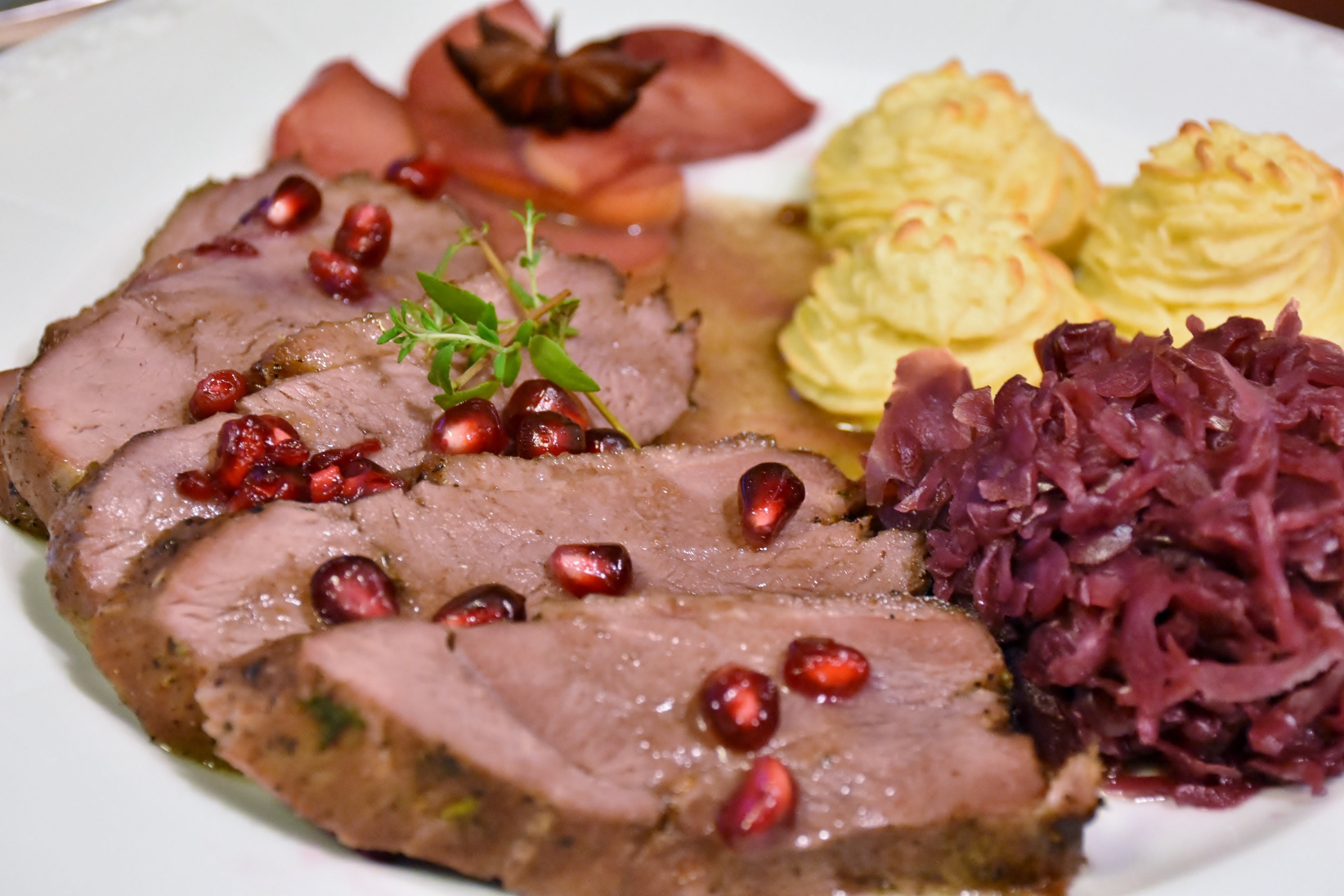
ドイツのガチョウのロースト

ガチョウのロースト(Roast goose)は、ガチョウ肉を熱風で乾熱調理し、全面に完全に火を通した料理である。広東料理、ヨーロッパ料理、中東料理等、世界中の料理で見られる。ローストにより風味が向上する。

## 広東省

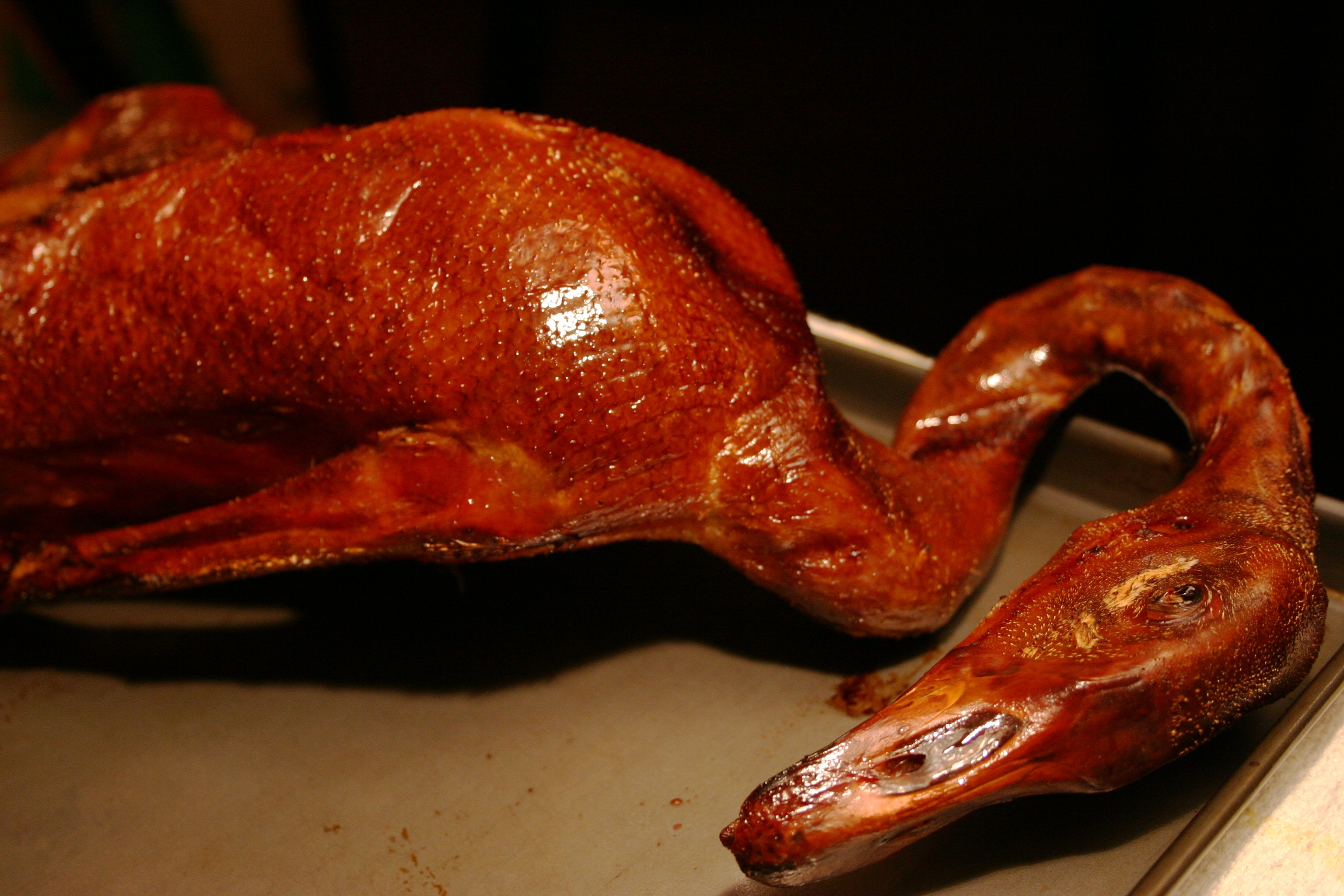
広東省のガチョウのロースト

広東省及び香港では、ガチョウのローストは、ロースト料理を表す焼味の一つである。味付けしたガチョウ肉を木炭の炉で高温で加熱し、皮はパリパリ、肉は柔らかくジューシーに仕上がる。通常、プラムソースとともに提供される。
広州市政府による2016年の調査では、ガチョウのローストは、白切鶏や雛鳥のローストを抑えて、最も人気のある料理であった。

## ヨーロッパ

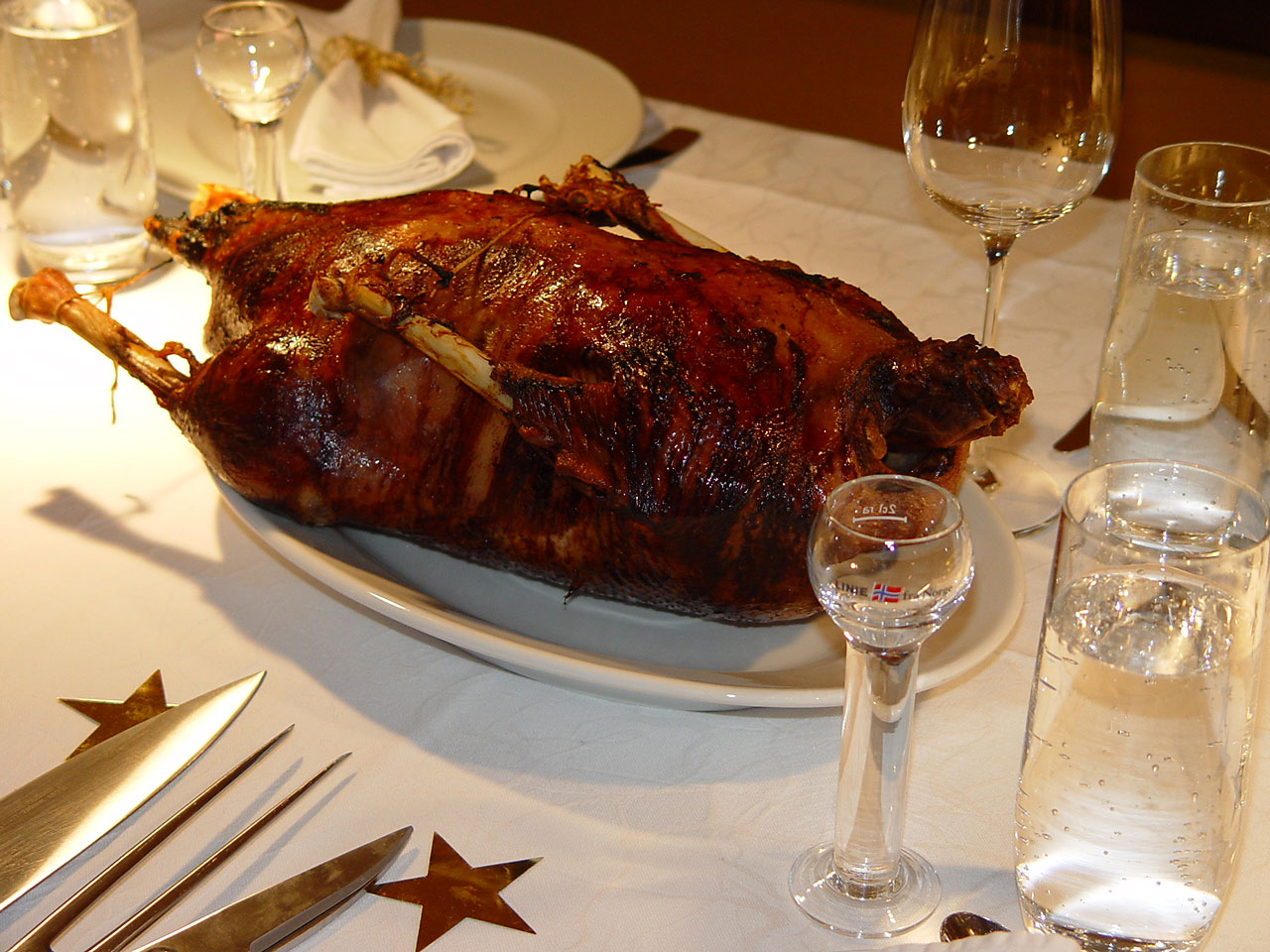
ドイツのクリスマスのガチョウのロースト

ガチョウ肉には独特の風味があり、ヨーロッパではクリスマス料理として好まれている。ドイツでは、ガチョウのローストは、クリスマスの日の食事の定番である。ヨーロッパの文化では、聖マルティヌスの日等の特定の祝日のみに伝統的に食べられる。
アメリカ合衆国では、通常代わりにシチメンチョウが用いられ、同様にヨーロッパのクリスマス料理では、シチメンチョウの代わりにしばしばガチョウが用いられる。
アメリカ合衆国では、ガチョウ肉の重量当たりの価格は、養殖のアヒル肉と同程度であるが、大きなサイズと骨や脂肪に対する肉の割合等から、多くの場合、ガチョウ肉の方が高級品である。ガチョウのローストの副産物として、ローストポテトやパイ生地に用いることのできる高品質の脂肪が大量に得られる。ガチョウ肉を脂肪に浸漬してコンフィを作ることもできる。
ガチョウのローストは、クリスマス後の食事の食材にもよく用いられる。12月26日のボクシング・デーには、クリスマスのパーティで残ったガチョウのローストを使ったレシピがたくさんある。

### バリエーション
リンゴ、甘いクルミ、プルーン、タマネギ等を詰め物にすることがよくある。味付けには、食塩、コショウ、ヨモギ、マジョラム等を用いる。赤キャベツ、クネーデル、グレイビーソース等も用いられる。

### トルコ
トルコのカルス県では、最も人気のある名物料理である。

## ギャラリー

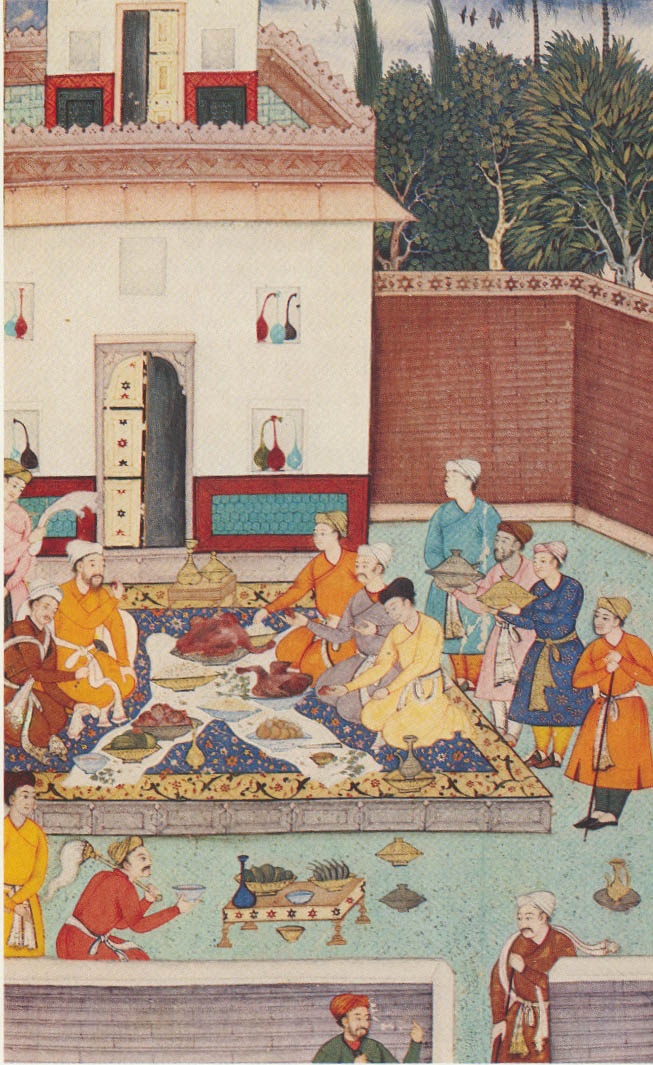
宴会中のティムール朝のバーブルの前にガチョウのローストが置かれている。
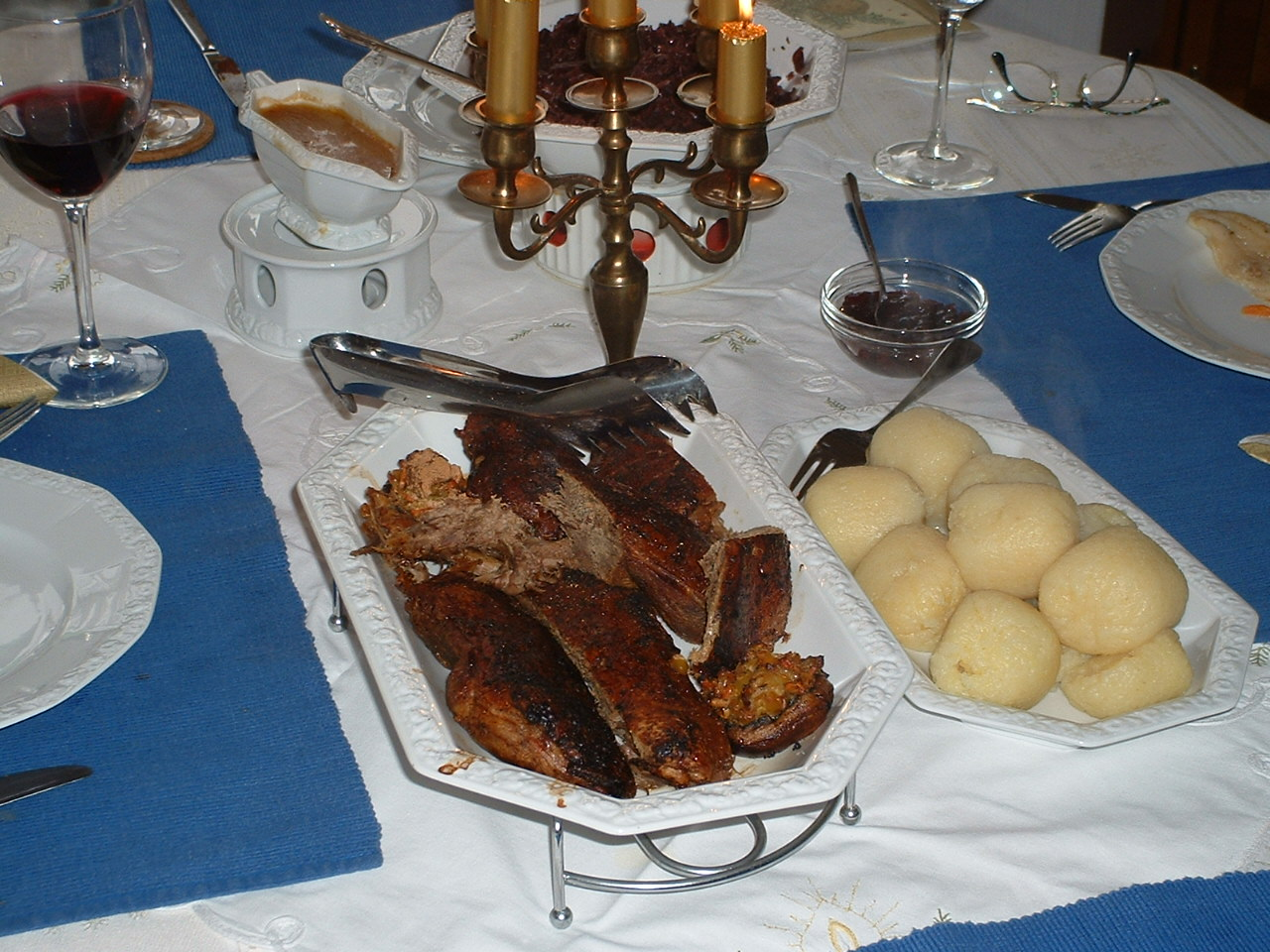
クネーデル、赤キャベツとともに盛り付けたガチョウのロースト
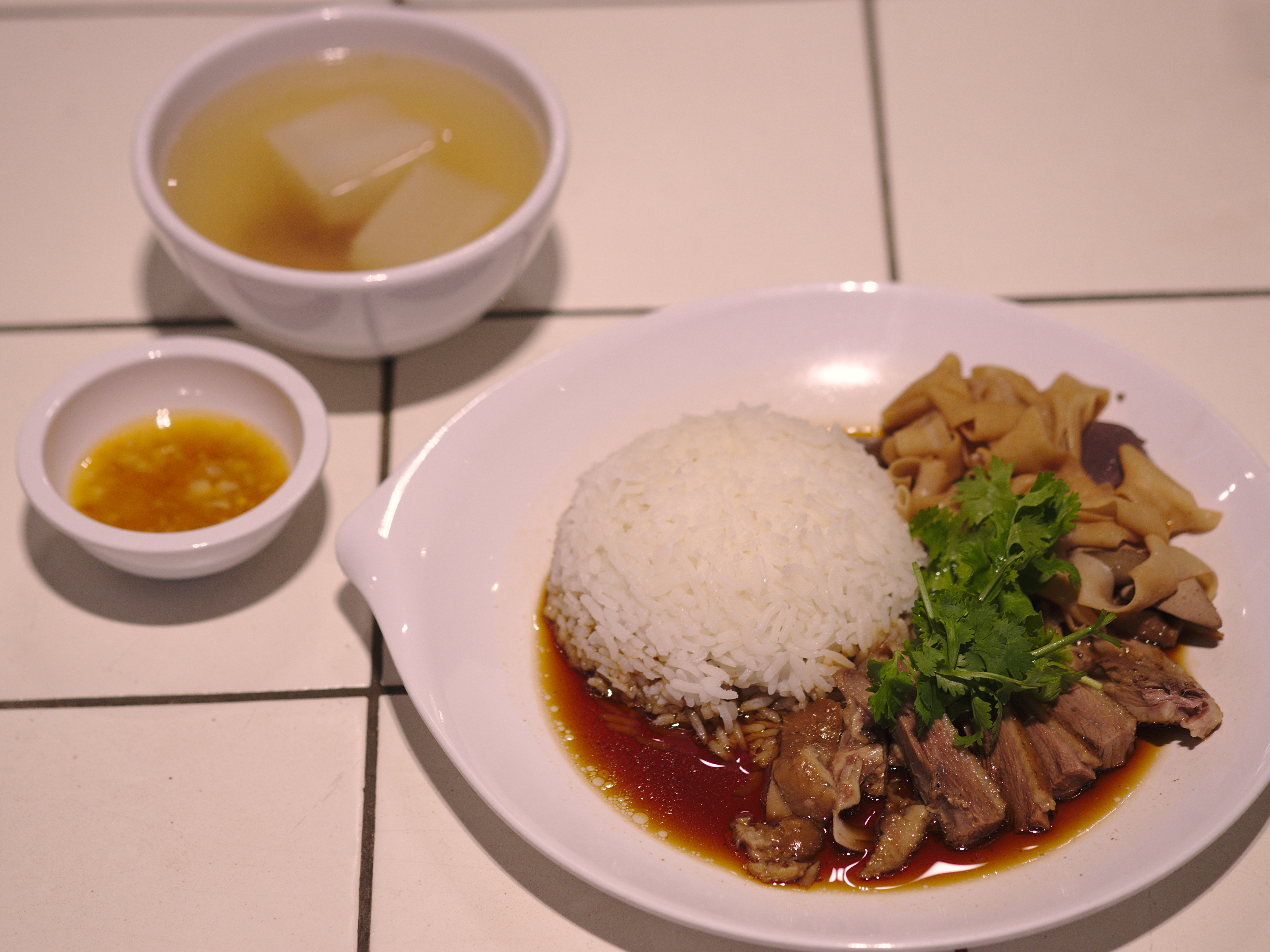
タイのレストランで提供されるガチョウのローストのカレー
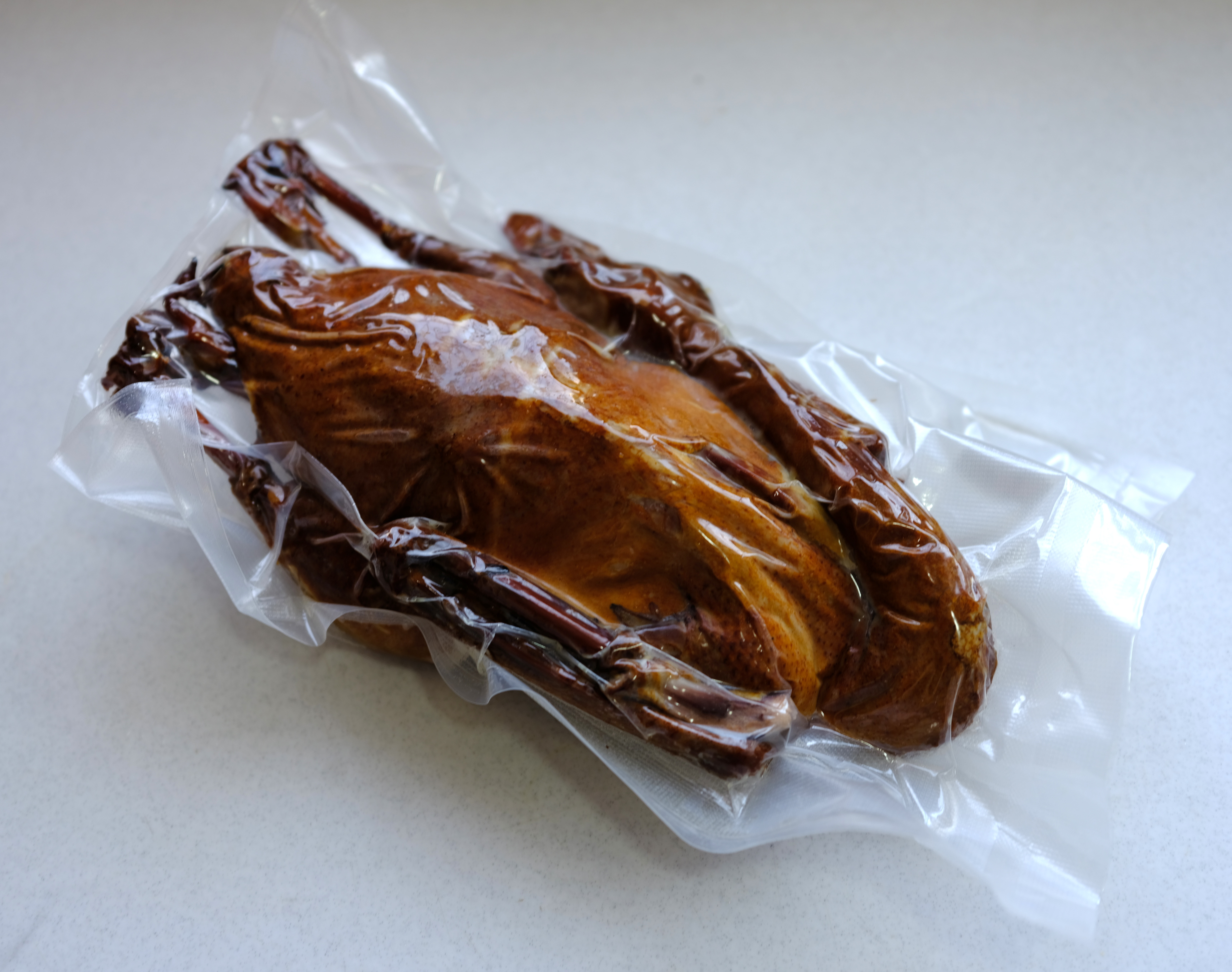
中国にて商品化されるガチョウのロースト